# Tetramorium megalops
Tetramorium megalops är en myrart som beskrevs av Bolton 1977. Tetramorium megalops ingår i släktet Tetramorium och familjen myror. Inga underarter finns listade i Catalogue of Life.